# Euchaeta acuta
Euchaeta acuta är en kräftdjursart som beskrevs av Giesbrecht 1892. Euchaeta acuta ingår i släktet Euchaeta och familjen Euchaetidae. Inga underarter finns listade i Catalogue of Life.